# Wimbledon 2014 (turniej legend seniorów)
Wimbledon 2014 – turniej legend seniorów – zawody deblowe legend seniorów, rozgrywane w ramach trzeciego w sezonie wielkoszlemowego turnieju tenisowego, Wimbledonu. Zmagania odbywały się w dniach 1–6 lipca na trawiastych kortach All England Lawn Tennis and Croquet Club w London Borough of Merton – dzielnicy brytyjskiego Londynu.

## Drabinka

#### Klucz
- w/o – walkower
- k – krecz
- d – dyskwalifikacja
- Q – kwalifikant
- WC – dzika karta
- LL – szczęśliwy przegrany
- Alt – zawodnik zastępczy
- PR – ochrona rankingu
- SE – specjalna przepustka
- ITF – ranking ITF
- JE – ranking juniorski

### Faza finałowa
|  |       |                           |   |   |  |
|  | Finał |                           |   |   |  |
|  |       |                           |   |   |  |
|  |       |                           |   |   |  |
|  |       |                           |   |   |  |
|  |       | Rick Leach Mark Woodforde | 4 | 3 |  |
|  |       | Rick Leach Mark Woodforde | 4 | 3 |  |
|  |       | Guy Forget Cédric Pioline | 6 | 6 |  |
|  |       | Guy Forget Cédric Pioline | 6 | 6 |  |
|  |       |                           |   |   |  |

### Faza początkowa

#### Grupa A
|   |                               | Mansur Bahrami Henri Leconte | Peter Fleming Patrick McEnroe | Rick Leach Mark Woodforde | Peter McNamara Paul McNamee | Mecze W–L | Sety W–L | Gemy W–L | Miejsce |
| 1 | Mansur Bahrami Henri Leconte  |                              | 7:6(4), 6:3 (1 lipca)         | 3:6, 6:7(7) (3 lipca)     | 7:5, 6:4 (4 lipca)          | 2–1       | 4–2      | 35–31    | 2.      |
|   | Peter Fleming Patrick McEnroe | 6:7(4), 3:6 (1 lipca)        |                               | 2:6, 4:6 (4 lipca)        | 6:1, 6:4 (3 lipca)          | 1–2       | 2–4      | 27–30    | 3.      |
|   | Rick Leach Mark Woodforde     | 6:3, 7:6(7) (3 lipca)        | 6:2, 6:4 (4 lipca)            |                           | 6:2, 7:5 (2 lipca)          | 3–0       | 6–0      | 38–22    | 1.      |
|   | Peter McNamara Paul McNamee   | 5:7, 4:6 (4 lipca)           | 1:6, 4:6 (3 lipca)            | 2:6, 5:7 (2 lipca)        |                             | 0–3       | 0–6      | 21–38    | 4.      |

#### Grupa B
|   |                               | Jeremy Bates Anders Järryd  | Sergio Casal Joakim Nyström | Andrew Castle Mikael Pernfors | Guy Forget Cédric Pioline   | Mecze W–L | Sety W–L | Gemy W–L | Miejsce |
| 2 | Jeremy Bates Anders Järryd    |                             | 6:2, 6:4 (2 lipca)          | 3:6, 4:6 (3 lipca)            | 1:6, 7:6(1), 6–10 (4 lipca) | 1–2       | 3–4      | 27–31    | 3.      |
|   | Sergio Casal Joakim Nyström   | 2:6, 4:6 (2 lipca)          |                             | 2:5 (5 lipca)                 | 3:6, 2:6 (3 lipca)          | 0–3       | 0–5      | 13–29    | 4.      |
|   | Andrew Castle Mikael Pernfors | 6:3, 6:4 (3 lipca)          | 5:2 (5 lipca)               |                               | 3:6, 4:6 (1 lipca)          | 2–1       | 3–2      | 24–21    | 2.      |
|   | Guy Forget Cédric Pioline     | 6:1, 6:7(1), 10–6 (4 lipca) | 6:3, 6:2 (3 lipca)          | 6:3, 6:4 (1 lipca)            |                             | 3–0       | 6–1      | 37–20    | 1.      |

## Pula nagród
| Runda                    | Pieniądze (£) |
| Zwycięzcy                | 21 000        |
| Finaliści                | 18 000        |
| Drugie miejsce w grupie  | 15 000        |
| Trzecie miejsce w grupie | 14 000        |
| Czwarte miejsce w grupie | 13 000        |